# Weberstraße 46 (Quedlinburg)

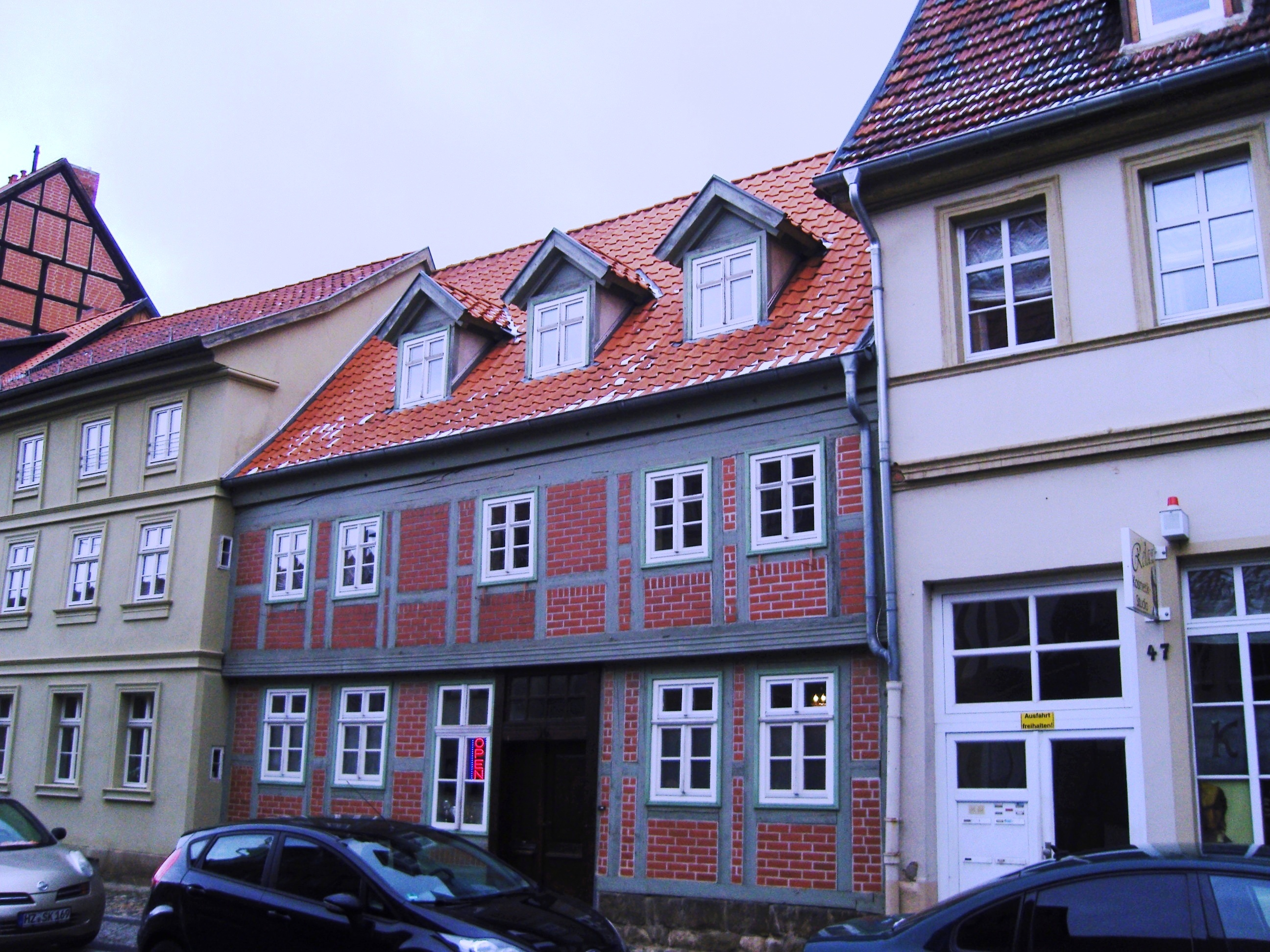
Haus Weberstraße 46

Das Haus Weberstraße 46 ist ein denkmalgeschütztes Gebäude in der Stadt Quedlinburg in Sachsen-Anhalt.

## Lage
Es befindet sich im nördlichen Teil der historischen Quedlinburger Neustadt und gehört zum UNESCO-Weltkulturerbe. Im Quedlinburger Denkmalverzeichnis ist es als Wohnhaus eingetragen. Nördlich grenzt das gleichfalls denkmalgeschützte Haus Weberstraße 45 an.

## Architektur und Geschichte
Das zweigeschossige Fachwerkhaus entstand nach einer im Oberlicht der Haustür befindlichen Datierung im Jahr 1821. Das Fachwerk ist schlicht gehalten, verfügt jedoch über einen sogenannten Ständerrhythmus.